# Пардасувка
Пардасівка (пол. Pardasówka; укр. Пардасівка) — частина села Сабаудя у Польщі, в Люблінському воєводстві Томашівського повіту, ґміни Томашів.

## Історія
Первісним населенням Пардасівці були русини, які компактно проживали на своїх історичних землях. 